# Peter Beising

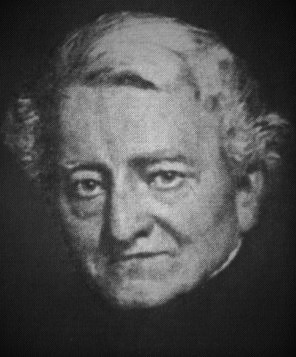
Peter Beising

Peter Beising (* 10. Oktober 1805 in Elberfeld; † 17. August 1896 in Essen), vollständiger Name Johann Heinrich Peter Beising, war ein deutscher katholischer Theologe und Ehrenbürger der Stadt Essen.

## Leben und Wirken
Beising besuchte in Elberfeld die Elementar- und die Lateinschule. Im Anschluss ging er auf ein Gymnasium in Köln, an dem er 1825 die Reifeprüfung ablegte. Danach studierte er an der Rheinischen Friedrich-Wilhelms-Universität in Bonn. 1827/1828 wechselte er an die Eberhard Karls Universität in Tübingen und schloss dort sein Theologie-Studium ab. Beising promovierte an der Justus-Liebig-Universität in Gießen und erhielt den philosophischen Doktorgrad mit seiner Dissertation Die Bildung des Menschen ist allenthalben durch Raum- und Zeitverhältnisse bedingt. Am 14. April 1830 empfing er die Priesterweihe in Köln. Zwei Jahre später erfolgte in Wermelskirchen die Ernennung zum Pfarrer. Am 14. Dezember 1846 bewarb er sich an der Pfarrei St. Gertrud (der heutigen Marktkirche) in Essen, an der er am 1. März 1847 seine Tätigkeiten aufnahm.
Beising setzte sich für den Bau der St.-Gertrud-Kirche in Essen ein. Dem folgte seine Unterstützung zur Errichtung der Herz-Jesu-Kirche in Altenessen-Süd, der Marienkirche im Segeroth und weiteren Kirchen.
Nach mehreren Stationen als Geistlicher gründete er das heutige Franz Sales Haus in Essen-Huttrop. Zudem war er von 1862 bis 1874 Kreisschulinspektor der Volksschulen des Stadt- und Landkreises Essen. Bis zu seinem Tod gehörte Beising dem Vorstand des 1884 gegründeten Vereins zur Erziehung und Pflege katholischer Schwachsinniger Kinder in der Rheinprovinz an.
Beising wurde auf dem Friedhof am Kettwiger Tor beigesetzt. Seiner Trauerfeier wohnten Oberbürgermeister Erich Zweigert, die städtischen Beigeordneten, Abordnungen städtischer Behörden, Vertreter des evangelischen Presbyteriums, die Synagogengemeinde sowie der Industrielle Friedrich Alfred Krupp bei. Nach Schließung des Friedhofs am Kettwiger Tor im Jahr 1955 wurde die Grabstätte in das Grabfeld 5 auf den Essener Ostfriedhof überführt.

## Auszeichnungen
Zum 25-jährigen Ortsjubiläum erhielt er 1872 den Roten Adlerorden IV. Klasse, zum Goldenen Priesterjubiläum 1880 den Königlichen Kronenorden III. Klasse und zum Diamantenen Priesterjubiläum 1890 den Roten Adlerorden III. Klasse mit Schleife. Nachdem sich Beising über fünfzig Jahre für die Belange von Behinderten engagiert hatte, wurde er zu seinem 90. Geburtstag 1895 als Dritter zum Ehrenbürger der Stadt Essen ernannt. Zu diesem Zeitpunkt verlieh ihm Papst Leo XIII. den Ehrentitel Monsignore.
In Essen tragen die Beising- und die Peterstraße im Nordviertel, die Beising-Schule und das Peter-Beising-Haus, in dem der Gesamtverband der katholischen Kirchengemeinden der Stadt seinen Sitz hat, seinen Namen.